# 田代秋鶴
田代 秋鶴（たしろ しゅうかく、1883年6月9日 - 1946年12月13日）は、日本の書家。名は其次、字は信仁。秋鶴は号で、別号に五千石道人がある。

## 略歴
長野県東筑摩郡片丘村（現在の塩尻市片丘）に生まれた。1899年、16歳で教員試験に合格して塩尻小学校に奉職した後、1903年に東京音楽学校師範科を卒業、東京市誠之小学校に勤務した。
書家としては1904年に丹羽海鶴に入門し、その後巖谷一六、日下部鳴鶴、比田井天来らの影響を受けて六朝書や顔真卿の書法を研究し、その書風は「古厚蒼勁にして閑雅」と評された。1907年に二松學舍（現二松學舍大学）に入学。その後東京高等師範学校講師、文部省教員検定試験（文検）検定委員、興亜書道連盟理事・総務を務めた。1946年9月には全国の書家を東京第一師範学校に集め、書作展研究会を開催した。
突然の不幸
空襲によって文京区伝通院の住居が被災したため、戦後は池袋に住まいを移して生活の再建に取りかかっていたが、その最中の1946年12月13日の晩に自宅に泥棒が侵入、これを取り押さえようとして格闘した結果、腹部を日本刀で刺され、絶命。享年63だった。

## その他
- 書家の上條信山とは親族関係（田代の妻が上條のいとこにあたる）にあり、上條を指導していた時期もある（上條は田代の検死にも立ち会っている）。
- 諸橋轍次『大漢和辞典』の題字は田代によるもの。

## 著書
- 田代秋鶴『法帖研究教育書道要説』賢文館、1937年

## 関連事項
- 日本の漢字書家一覧
- 丹羽海鶴
- 二松學舍大学